# Route nationale 15 (Algérie)
Pour les articles homonymes, voir route nationale 15.
La route nationale 15 (RN 15), dite aussi La route de At Iraten, est un axe important des voies carrossables en Kabylie, Algérie. Elle va de la RN 12 (dite la route de la Kabylie) de (Ssix Umeddur) Sikh Oumedour (Oued Aïssi) à Chorfa dans la Wilaya de Bouira pour rejoindre la Route Nationale 5 dite Route de Constantine. Elle traverse de l'Est à l'Ouest : Irdjen, Larbaâ Nath Irathen, Ain El Hammam, At Bu Yusef, Tizi n Tirurda, Chorfa, M'chedallah.